# Flood (Computerspiel)
Flood ist ein 1990 veröffentlichtes Jump-’n’-Run-Computerspiel von Bullfrog Productions für Amiga und Atari ST.
Die Aufgabe des Spielers ist es, mit Quiffy (der Spielfigur) mittels hochexplosiver Waffen wie Granaten, Flammenwerfer und Zeitbomben die Gegner zu vernichten und den Ausgang zu finden. Das Spiel zeichnet sich durch gute Grafik, lustige Effekte und knifflige Puzzles aus.
Der Name rührt daher, dass das gesamte Spiel in einer Kanalisation stattfindet, die nach und nach geflutet wird. So steht der Spieler in jedem Level unter Zeitdruck.

## Rezeption
Es gab Rezensionen im Amiga Joker 10/1990,  Amiga Computing S. 57, Ausgabe 3, Nummer 5, Oktober 1990 und Amiga Format, S. 39, Ausgabe 14, September 1990